# Три куле
Три куле или Трикуле (рум. Tricule, Tri-Kule) је тврђава која се налази на левој обали Дунава у Румунији, 4 километара низводно од села Свиница. Наспрам тврђаве, на српској обали, налази се Доњи Милановац. Назив добија по трима кулама од којих је јужна потпуно потопљена, а остале две делимично потопљене изградњом хидроелектране Ђердап I и формирањем Ђердапског језера.
Остаци тврђаве су заштићени као историјски споменик од националног значаја (LMI код: MH-II-m-A-10410).

## Историја
Тврђава се први помиње у документу Жигмунда Луксембуршког 1419. године у коме наводи да је утврђење угарски краљ поверио Тевтонски реду да обезбеди одбрану границе на Дунаву. У документу из 1443. јавља се међу тврђавама којима су управљали банатски кнезови. За могуће датирање изградње утврђења историчари наводе период од друге половине 13. века до почетка 15. века (али пре 1430. године).

## Изглед тврђаве
Ово средњовековно утврђење има облик троугла са три куле. Због изградње хидроелектране и формирања Ђердапског језера 1971. године, данас се могу видети две куле, а јужна је потпуно потопљена и може се видети само у периоду ниског водостаја Дунава. Удаљеност између две северне куле је 20 m, а јужна је од обе удаљена 40 m.  Северне куле су квадратног облика грађене од камена и високе 10 и 11 метара са зидовима дебелим 1,40 метара при основи и скоро 0,80 m при врху. Имале су три нивоа са различитим наменама као што су складиштење хране, надзор и одбрана.

## Галерија
- Тврђава током ниског водостаја
- Поглед на тврђаву
- Јужна кула током ниског водостаја
- Северне куле
- Информативна табла поред пута